# Треви
Треви (итал. Trevi) је насеље у Италији у округу Перуђа, региону Умбрија.
Према процени из 2011. у насељу је живело 4906 становника. Насеље се налази на надморској висини од 250 м.

## Становништво
Према резултатима пописа становништва 2011. у општини је живело 8.335 становника.
| 1931. | 1936. | 1951. | 1961. | 1971. | 1981. | 1991. | 2001. | 2011. |
| ----- | ----- | ----- | ----- | ----- | ----- | ----- | ----- | ----- |
| 6.410 | 6.631 | 7.341 | 7.080 | 6.548 | 7.094 | 7.427 | 7.773 | 8.335 |